# بيت راوس
بيت راوس (بالإنجليزية: Pete Rouse)‏ (و. 1946 – م) هو سياسي من الولايات المتحدة الأمريكية ولد في نيو هيفن، كونيتيكت.
وهو عضو في الحزب الديمقراطي الأمريكي .

## التعليم
تعلم في كلية لندن للاقتصاد، وكلية كينيدي بجامعة هارفارد، وجامعة هارفارد.